# Албанија на Олимпијским играма
Албанија је први пут учествовала на Летњим олимпијским играма 1972. у Минхену, па је следеће четири олимпијске игре пропустила. Поново је учествовала на Олимпијским играма 1992. у Барселон и од тада је учесник на свим Летњим олимпијским играма до данас. Налази се у групи земаља које никад нису освајале олимпијске медаље.
Албанија је три пута учествовала на Зимским олимпијским играма. Дебитовала је на Играма 2006. у Торину. На сва три учешћа, учествовао је алпски скијаш Ерјон Тоља, који је увек носио и националну заставу на отварању. На Играма 2014. у Сочиу, Албанија је по први пут у историји албанског спорта учествовала са двоје спортиста на Зимским олимпијским играма, а први пут учествовала је једна жена алпска скијашица Суеља Махиљи.

## Медаље

### Летње олимпијске игре

#### Учешће и освојене медаље на ЛОИ
| Учешће и освојене медаље Албаније на ЛОИ |                           |                           |                           |                           |                           |                           |                           |                           |                           |                           |
| ЛОИ                                      | Носилац заставе           | Учешће                    | Муш.                      | Жене                      | спорт.                    | Злато                     | Сребро                    | Бронза                    | Укупно                    | Пласман                   |
| 1972. Минхен                             | Имер Пампури              | 5                         | 4                         | 1                         | 2                         | 0                         | 0                         | 0                         | 0                         | -                         |
| 1976. Монтреал                           | Албанија није учествовала | Албанија није учествовала | Албанија није учествовала | Албанија није учествовала | Албанија није учествовала | Албанија није учествовала | Албанија није учествовала | Албанија није учествовала | Албанија није учествовала | Албанија није учествовала |
| 1980. Москва                             | Албанија није учествовала | Албанија није учествовала | Албанија није учествовала | Албанија није учествовала | Албанија није учествовала | Албанија није учествовала | Албанија није учествовала | Албанија није учествовала | Албанија није учествовала | Албанија није учествовала |
| 1984. Лос Анђелес                        | Албанија није учествовала | Албанија није учествовала | Албанија није учествовала | Албанија није учествовала | Албанија није учествовала | Албанија није учествовала | Албанија није учествовала | Албанија није учествовала | Албанија није учествовала | Албанија није учествовала |
| 1988. Сеул                               | Албанија није учествовала | Албанија није учествовала | Албанија није учествовала | Албанија није учествовала | Албанија није учествовала | Албанија није учествовала | Албанија није учествовала | Албанија није учествовала | Албанија није учествовала | Албанија није учествовала |
| 1992. Барселона                          | Кристо Робо               | 7                         | 5                         | 2                         | 4                         | 0                         | 0                         | 0                         | 0                         | -                         |
| 1996. Атланта                            | Мирела Мањани             | 7                         | 3                         | 4                         | 5                         | 0                         | 0                         | 0                         | 0                         | -                         |
| 2000. Сиднеј                             | Илирјан Сули              | 4                         | 2                         | 2                         | 3                         | 0                         | 0                         | 0                         | 0                         | -                         |
| 2004. Атина                              | Клодијана Шаља            | 7                         | 5                         | 2                         | 4                         | 0                         | 0                         | 0                         | 0                         | -                         |
| 2008. Пекинг                             | Сахит Призрени            | 11                        | 7                         | 4                         | 6                         | 0                         | 0                         | 0                         | 0                         | -                         |
| 2012. Лондон                             | Ромела Бегај              | 9                         | 6                         | 3                         | 5                         | 0                         | 0                         | 0                         | 0                         | -                         |
| 2016. Рио де Жанеиро                     | Љуиза Гега                | 6                         | 3                         | 3                         | 3                         | 0                         | 0                         | 0                         | 0                         | -                         |
| 2020. Токио                              |                           |                           |                           |                           |                           |                           |                           |                           |                           |                           |
| 2024. Париз                              |                           |                           |                           |                           |                           |                           |                           |                           |                           |                           |
| 2028. Лос Анђелес                        | предстојећи догађај       |                           |                           |                           |                           |                           |                           |                           |                           |                           |
| 2032. Бризбејн                           | предстојећи догађај       |                           |                           |                           |                           |                           |                           |                           |                           |                           |
| Укупно 8 (12)                            |                           | 56                        | 35                        | 21                        |                           | 0                         | 0                         | 0                         | 0                         |                           |

#### Преглед учешћа спортиста и освојених медаља Албаније по спортовима на ЛОИ
Стање после ЛОИ 2016.
| Спорт         | Период | Период   | Укупно | Мушки | Жене |   |   |   |   |
| Спорт         | Прво   | Последње | Укупно | Мушки | Жене |   |   |   |   |
| ------------- | ------ | -------- | ------ | ----- | ---- | - | - | - | - |
| Атлетика      | 1992   | 2016     | 9      | 4     | 5    | 0 | 0 | 0 | 0 |
| Бициклизам    | 1996.  | 1996     | 1      | 1     | 0    | 0 | 0 | 0 | 0 |
| Дизање тегова | 1972.  | 2016     | 13     | 11    | 2    | 0 | 0 | 0 | 0 |
| Пливање       | 1992.  | 2016.    | 6      | 3     | 3    | 0 | 0 | 0 | 0 |
| Рвање         | 1996   | 2008     | 3      | 3     | 0    | 0 | 0 | 0 | 0 |
| Стрељаштво    | 1972   | 2012     | 9      | 5     | 4    | 0 | 0 | 0 | 0 |
| Џудо          | 2008.  | 2012     | 2      | 1     | 1    | 0 | 0 | 0 | 0 |
| Укупно (7)    |        |          | 44     | 29    | 15   | 0 | 0 | 0 | 0 |

Разлика у горње две табеле од 12 учесника (6 мушкарац и 6 жена) настала је у овој табели јер је сваки спортиста без обриза колико је пута учествовао на играма и у колико разних дисциплина и спортова на истим играма рачунат само једном.

### Зимске олимпијске игре

#### Учешће и освојене медаље на ЗОИ
| Учешће и освојене медаље Албаније на ЗОИ |                     |        |      |      |        |       |        |        |        |         |
| ЛОИ                                      | Носилац заставе     | Учешће | Муш. | Жене | спорт. | Злато | Сребро | Бронза | Укупно | Пласман |
| 2006. Торино                             | Ерјон Тоља          | 1      | 1    | 0    | 1      | 0     | 0      | 0      | 0      | -       |
| 2010. Ванкувер                           | Ерјон Тоља          | 1      | 1    | 0    | 1      | 0     | 0      | 0      | 0      | -       |
| 2014. Сочи                               | Ерјон Тоља          | 2      | 1    | 1    | 1      | 0     | 0      | 0      | 0      | -       |
| 2018. Пјонгчанг                          | Суеља Махиљи        | 2      | 1    | 1    | 1      | 0     | 0      | 0      | 0      | -       |
| 2022. Пекинг                             |                     |        |      |      |        |       |        |        |        |         |
| 2026. Милано и Кортина                   | предстојећи догађај |        |      |      |        |       |        |        |        |         |
| 2030. Француски Алпи                     | предстојећи догађај |        |      |      |        |       |        |        |        |         |
| 2034. Солт Лејк Сити                     | предстојећи догађај |        |      |      |        |       |        |        |        |         |
| Укупно                                   |                     | 6      | 4    | 2    |        | 0     | 0      | 0      | 0      |         |

#### Преглед учешћа спортиста и освојених медаља Албаније по спортовима на ЗОИ
Стање после ЗОИ 2018.
| Спорт          | Период | Период   | Укупно | Мушки | Жене |   |   |   |   |
| Спорт          | Прво   | Последње | Укупно | Мушки | Жене |   |   |   |   |
| -------------- | ------ | -------- | ------ | ----- | ---- | - | - | - | - |
| Аплско скијање | 2006   | 2018.    | 4      | 2     | 2    | 0 | 0 | 0 | 0 |
| Укупно (1)     |        |          | 4      | 2     | 2    | 0 | 0 | 0 | 0 |

Разлика у горње две табеле од 2 учесника настала је у овој табели јер је сваки спортиста без обриза колико је пута учествовао на играма и у колико разних дисциплина и спортова на истим играма рачунат само једном.

## Занимљивости
- Најмлађи учесник: Ноел Борши, 16 година и 167 дана Лондон 2012. пливање
- Најстарији учесник: Линдита Кодра, 46 година и 95 дана Пекинг 2008. стрељаштво
- Највише учешћа: 3 — Клодијана Шаља атлетика (2000, 2004 и 2008), Ерјон Тоља, алпско скијање (2006, 2010 и 2014)
- Највише медаља: -
- Прва медаља: -
- Прво злато: -
- Најбољи пласман на ЛОИ: -
- Најбољи пласман на ЗОИ: -